# Arnsgereuth
Arnsgereuth là một đô thị thuộc huyện Saalfeld-Rudolstadt, trong bang Thüringen, nước Đức. Đô thị Arnsgereuth có diện tích 4,03 km².